# Johan Burk
Johan Frederik Karel Hendrik Jacob Burk (født 11. maj 1887 i Amsterdam, død ukendt) var en nederlandsk roer, som deltog i de olympiske lege 1908 i London.
Burk var ved OL med i den nederlandske båd, som kom på en tredjepladsen i firer uden styrmand, efter to britiske både. De andre roer var Hermannus Höfte, Albertus Wielsma og Bernardus Croon. Nederlænderne tabte deres indledende heat til den ene britiske båd. Kun fire både stillede op, og efter den standard, der bruges i andre sportsgrene, ville det betyde, at taberne af semifinalerne vandt bronze, selvom der øjensynlig kun blev uddelt guldmedaljer ved disse lege.
I sit civile liv rejste Burk senere til Sydafrika som jernbanearbejder. Herefter bosatte han sig permanent i USA og under første verdenskrig. Efterfølgende arbejdede han i mange år som bogholder i New York City.